# Walter Krause (Politiker, 1912)
Walter Richard Erwin Krause (* 21. Dezember 1912 in München; † 4. Dezember 2000 in Mannheim) war ein deutscher Politiker der SPD.

## Werdegang
Walter Richard Erwin Krause wurde 1912 als Sohn von aus Schlesien stammenden Eltern in München geboren, da der Vater hier eine Anstellung als Buchdrucker gefunden hatte. Er wurde evangelisch getauft und lebte seit Mitte der 1920er Jahre in Mannheim, wo er 1931 das Abitur ablegte. Danach begann er das Studium der Naturwissenschaften an der Universität Heidelberg, wo er sich – gestützt auf ein sozialdemokratisch geprägtes Elternhaus – auch politisch als Mitglied der Sozialistischen Studentengruppe engagierte, deren letzter Vorsitzender er 1933 wurde. Im Wintersemester 1933/34 wegen seiner politischen Haltung zwangsexmatrikuliert, näherte sich Krause sozialdemokratischen Widerstandsgruppen an, ohne dass es der Gestapo gelang, ihn dafür zur Rechenschaft zu ziehen.
Wegen seiner politischen Einstellung konnte Krause seinen Berufswunsch Lehrer nicht verwirklichen und war im Zweiten Weltkrieg als Meteorologe im Reichswetterdienst eingesetzt. Nach Kriegsende kam er nach Mannheim zurück und wurde 1947 Dozent an der Städtischen Ingenieurschule. Im November 1945 trat er der SPD bei; 1948 wurde er in den Kreisvorstand der SPD Mannheim gewählt. 1952 wurde er in den ersten Landtag des neuen Bundeslands Baden-Württemberg gewählt, der gleichzeitig Verfassunggebende Landesversammlung war. Er nahm im Verfassungsausschuss an den Beratungen über die Verfassung teil. 1955 in Mannheim zum Bürgermeister für Kultur, Schule und Sport gewählt, setzte er sich in dieser Funktion erfolgreich für die Umwandlung der Wirtschaftshochschule in eine Universität ein, förderte den zweiten Bildungsweg und baute das berufsbildende Schulwesen und die Einrichtungen der Erwachsenenbildung au und betrieb die Einrichtung von Fachräumen für naturwissenschaftliche Fächer an den Schulen.
Daneben übernahm er in der SPD-Landtagsfraktion zusätzliche Verantwortung: von 1958 bis 1961 war er stellvertretender Fraktionsvorsitzender, von 1961 bis 1964 gleichberechtigter Fraktionsvorsitzender und von 1964 bis 1966 alleiniger Vorsitzender. Von 1966 bis 1968 war er als Nachfolger von Alex Möller Landesvorsitzender der SPD Baden-Württemberg. Nach Bildung der Großen Koalition im Bund (1. Dezember 1966, Kabinett Kiesinger I) hatte die FDP Baden-Württemberg die Landesregierung (Kabinett Kiesinger III) verlassen. Verhandlungen zwischen CDU, SPD und FDP über eine neue Regierungskoalition folgten. Um eine Koalition zwischen SPD und FDP zu verhindern, entschloss sich die CDU als stärkste Partei für ein Zusammengehen mit den Sozialdemokraten unter Zugeständnissen an die SPD. Vorbedingung für den Eintritt der Sozialdemokraten in die Regierung war die Regelung der seit 1952 als ungelöst geltenden Schulfrage gewesen, die bislang dem südwürttembergischen Simultanschulwesen ein verfassungsmäßig abgesichertes Reservatrecht eingeräumt hatte. Die Einigung auf die große Koalition fand am 12. Dezember 1966 statt (später „Nacht der langen Messer“ genannt).
Walter Krause wurde Innenminister und stellvertretender Ministerpräsident im Kabinett Filbinger I. Er war beteiligt am Kreisreformgesetz vom 26. Juli 1971 (Inkrafttreten 1. Januar 1973) und am Regionalverbandsgesetz vom 26. Juli 1971. Die Kreisreform teilte das Land in neun Stadt- und 35 Landkreise ein, die vier Regierungsbezirke wurden nach ihrem jeweiligen Sitz benannt. An einigen Stellen wurde die Abgrenzung zwischen den Regierungsbezirken verändert und damit der alte Grenzverlauf zwischen Baden und Württemberg verwischt. Das Regionalverbandsgesetz ersetzte die bisher 20 regionalen Planungsgemeinschaften durch zwölf öffentlich-rechtliche Planungsverbände. Mit den nachfolgenden Gesetzen zur Gemeindereform, die am 1. Januar 1975 in Kraft traten, schrumpfte die Zahl der selbständigen Gemeinden von 3379 (1969) auf 1110. Mit diesem Reformwerk wurde die bis heute gültige administrative Ordnung Baden-Württembergs festgeschrieben und der lange Prozess der „inneren“ Staatsgründung eingeleitet.
Bei der Landtagswahl 1972 erhielt die CDU 52,9 % der Stimmen und konnte deshalb alleine regieren (bis 1992). Krause war nach der Wahl kurzzeitig wieder Fraktionsvorsitzender. Als Hermann Veit im März 1973 starb, wurde Krause dessen Nachfolger als stellvertretender Präsident des Landtags von Baden-Württemberg und blieb es bis 1980. 1976 gewann er ein Zweitmandat im neugebildeten Wahlkreis Mannheim III. Zur Landtagswahl 1980 trat er aus Altersgründen nicht mehr an.
Walter Krause starb 2000 in Mannheim.

## Ehrungen
- 1969: Großes Verdienstkreuz mit Stern der Bundesrepublik Deutschland
- 1973: Großes Verdienstkreuz mit Stern und Schulterband der Bundesrepublik Deutschland[1]
- Verdienstmedaille des Landes Baden-Württemberg
- Ehrenbürger der Stadt Mannheim.
- Im Jahr 2015 wurde eine Straße in Mannheim nach Walter Krause benannt.[2]

## Schriften
- Weltweite Aspekte der Kulturpolitik. 1960.
- Mannheim will Universitätsstadt werden. 1961.
- Die landespolitische Alternative. SPD. Rede des Vorsitzenden der SPD-Fraktion am 15. Juli im Landtag von Baden-Württemberg. Haus des Landtags, Pressestelle der SPD-Landtagsfraktion, Stuttgart 1964.
- Denkmodell zur Kreisreform. Innenministerium Kreisreform, Stuttgart 1969 (Sonderbeilage des Staatsanzeigers für Baden-Württemberg Nr. 101).
- Föderalismus – morgen. 1969.
- Herzinfarkt der Großstadt?, Selbstverlag, Stuttgart/Mannheim 1975.